# پیزونا (کالیفرنیا)
پیزونا (به انگلیسی: Pizona) یک منطقهٔ مسکونی در ایالات متحده آمریکا است که در شهرستان مونو، کالیفرنیا واقع شده‌است. پیزونا ۲٬۱۴۵ متر بالاتر از سطح دریا واقع شده‌است.